# Sloboda ili ništa
Sloboda ili ništa je sedmi studijski album srpskog garage rock/punk rock sastava Partibrejkers, kojeg je objavio PGP RTS 2007. godine. 

## Popis pjesama
Tekstovi: Zoran Kostić, glazba: Nebojša Antonijević.
| 1.    | »Sloboda ili ništa« | 1:47 |
| 2.    | »Ćutanje«           | 2:38 |
| 3.    | »Ništa ne očekujem« | 3:29 |
| 4.    | »Dugo te nema«      | 3:32 |
| 5.    | »Kamenje«           | 3:41 |
| 6.    | »Srce kuca tu je«   | 5:00 |
| 7.    | »Puno ljubavi«      | 3:25 |
| 8.    | »Lobotomija«        | 2:44 |
| 9.    | »Biraj«             | 4:14 |
| 10.   | »Zamena za ljubav«  | 3:25 |
| 11.   | »Budući dani«       | 2:31 |
| 12.   | »Koliko je sati«    | 3:35 |
| 39:02 |                     |      |

## Učestvovali na albumu
Partibrejkers
- Nebojša Antonijević "Anton" — gitara, producent
- Zoran Kostić "Cane" — vokal
- Vladislav Rac — bas-gitara
- Dejan Utvar — bubnjevi

Dodatno osoblje
- Igor Borojević — producent
- Milan Barković "Bare"
- Branislav Petrović "Banana"
- Ritch Bitch
- Saša Lokner
- Vlada Jagodinac
- Dušan Kojić "Koja"
- Relja Obrenović
- Goran Majkić "Goksi"
- Gabriel Glid — fotografija, dizajn

## Vanjske poveznice
- Sloboda ili ništa na Discogs